# Sigrid Lindberg
Sigrid Johanna Lindberg, född 5 januari 1871 i Stockholms finska församling, Stockholm, död där 16 mars 1942, var en svensk violinist. 
Lindberg studerade vid Musikkonservatoriet i Stockholm 1886–1890; sedan vid Conservatoire de Paris för Henri Berthelier och i Berlin. Hon uppträdde som solist på Kungliga Teaterns symfonikonserter och på konserter i bland annat Paris, Berlin och Monte Carlo. Hon konserterade i Sverige, Danmark, Finland, Ryssland, Polen och Turkiet. Hon tilldelades Musikaliska Akademiens jetong och innehade Beskowska resestipendiet i två år. Hon invaldes som ledamot nr 583 av Kungliga Musikaliska Akademien den 25 februari 1926.
Sigrid Lindberg var dotter till Johan Lindberg och dog ogift.